# Wrafton
Wrafton är en ort i Storbritannien.   Den ligger i grevskapet Devon och riksdelen England, i den södra delen av landet, 280 km väster om huvudstaden London. Wrafton ligger 14 meter över havet och antalet invånare är 2 406.
Terrängen runt Wrafton är huvudsakligen platt, men österut är den kuperad. Wrafton ligger nere i en dal. Runt Wrafton är det ganska tätbefolkat, med 80 invånare per kvadratkilometer. Närmaste större samhälle är Barnstaple, 6,8 km öster om Wrafton. Trakten runt Wrafton består i huvudsak av gräsmarker.